# أليكسي كالدين
أليكسي ماكسيدوفيتش كالِدين (24 أكتوبر 1861 - 11 فبراير 1918) (الروسية: Алексе́й Макси́мович Каледи́н) هو عسكري روسي برتبة فريق أول، قاد الحركة البيضاء «دون قوزاك» في المراحل الأولى من الحرب الأهلية الروسية.

## مسيرته
ولد كالدين في عام 1861، تخرج من مدرسة فارونيش العسكرية، مدرسة ميخايلوفسكوي المدفعية في سانت بطرسبرغ (1882)، وأكاديمية الأركان العامة (1889).
من 1903 إلى 1906، شغل منصب مدير مدرسة نوفوتشركاسك العسكرية. من عام 1906 إلى عام 1910، شغل كالدين منصب مساعد رئيس أركان جيش الدون.

## روابط خارجية
- أليكسي كالدين على موقع الموسوعة البريطانية (الإنجليزية)
- أعمال أو نبذة عن أليكسي كالدين على أرشيف الإنترنت